# Воинский, Дмитрий Богданович
Дмитрий Богданович Воинский (род. 30 января 1975) — российский хоккеист, защитник.

## Биография
Воспитанник прокопьевского «Шахтёра», на юношеско-молодёжном уровне играл за «Шахтёр» и «Торпедо» Усть-Каменогорск. В национальном первенстве дебютировал в сезоне 1991/92 второй лиги в составе дубля «Торпедо». Затем выступал за «Шахтёр» (1991/92 — 1993/94, 2000/01, 2003/04 — 2004/05), «Металлург» Новокузнецк (1993/94 — 1997/98), «Металлург-2» (1994/95 — 1998/99), «Нефтяник» Альметьевск (1998/99), «Рубин» Тюмень (1999/2000), «Сибирь» Новосибирск (1999/2000 — 2000/01), «Сибирь-2» (2000/01), «Энергия» Кемерово (2000/01).